# Ostriopsis
Ostriopsis (lat. Ostryopsis), biljni rod iz porodice brezovki. Pripada mu tri vrste grmova raširenih u Kini.
O. nobilis voli sunčane planinske padine a naraste do pet metara visine. Raširen je u jugozapadnom Sichuanu, i sjeverozapadnom Yunnanu na visinama od 1500-3000 m. O. davidiana, je niža od O. nobilis, naraste do tri metra visine, a često će sadi ybog kontrole erozije. Ona raste na visinama od 800-2800 m. u provincijama Gansu, Hebei, Liaoning, Unutrašnja Mongolija, Ningxia, Shaanxi, Shanxi i yapadnom Sichuanu. Upotgrebljava se i za izradu poljoprivrednih alata.
Treća vrsta O. intermedia je na crvenom popisu sa statusom osjetljive vrste. Njena populacija je malena i u opasnosti je od gubitka staništa, jer su šume (na samo šest lokacija) u kojima raste pod pritiskom plantažera koji ih krće zbog plantaža.

## Vrste
1. Ostryopsis davidiana Decne.
2. Ostryopsis intermedia B.Tian & J.Q.Liu
3. Ostryopsis nobilis Balf.f. & W.W.Sm.